# S&P ダウ・ジョーンズ・インデックス
S&P ダウ・ジョーンズ・インデックス（英: S&P Dow Jones Indices LLC）は、S&P グローバル（NYSE: SPGI）とシカゴ・マーカンタイル取引所グループ（CME Group Inc.、NASDAQ: CME）の合弁事業として運営される、インデックス・プロバイダー。株価指数・債券指数やコモディティ指数など、金融市場指数を幅広く提供している。

## 沿革
2012年7月、マグロウヒル（現在のS&P グローバル）の子会社であったS&P インデックスと、シカゴ・マーカンタイル取引所グループの子会社であったダウ・ジョーンズ・インデックスの合併により設立された。
インデックス算出企業としての歴史は、1882年のダウ・ジョーンズによるDow Jones Average（現在のダウ輸送株20種平均の前身）、また、1923年のスタンダード・スタティスティクス・カンパニーによる株式市場指数の算出開始に遡る。1941年、スタンダード・スタティスティクス・カンパニーはプアーズ・パブリッシングと合併しスタンダード&プアーズとなり、1957年、S&P 500の算出を開始、1966年、マグロウヒルがスタンダード&プアーズを買収、1982年、シカゴ・マーカンタイル取引所がS&P 500の株価指数先物取引を開始、1999年に欧米豪や日本を網羅する世界初のグローバル指数算出を開始し、債券指数やコモディティ指数など対象を拡大した。ダウ・ジョーンズは2007年12月にニューズ・コーポレーションの傘下となるが、インデックス算出部門は2010年にダウ・ジョーンズ・インデックスとして、シカゴ・マーカンタイル取引所グループに株式の9割が売却された。2011年11月、マグロウヒルとシカゴ・マーカンタイル取引所グループの間で、S&P インデックスとダウ・ジョーンズ・インデックスの合併が合意され、翌年7月に合併、世界最大規模の指数算出企業に成長している。

## 指数
グローバルインデックスシリーズ
- S&P グローバル 1200
- S&P アジア 50
- S&P ラテンアメリカ 40

各国インデックス
- S&P 500
- S&P 100
- ダウ・ジョーンズ工業株価平均
- ダウ・ジョーンズ輸送株平均
- ダウ・ジョーンズ公共株平均
- ダウ・ジョーンズ米国不動産指数
- S&P トロント総合指数
- S&P トロント60指数
- S&Pメルバル指数
- S&P/ASX 200
- S&P/NZX 50
- S&P BSE SENSEX